# Spencer House

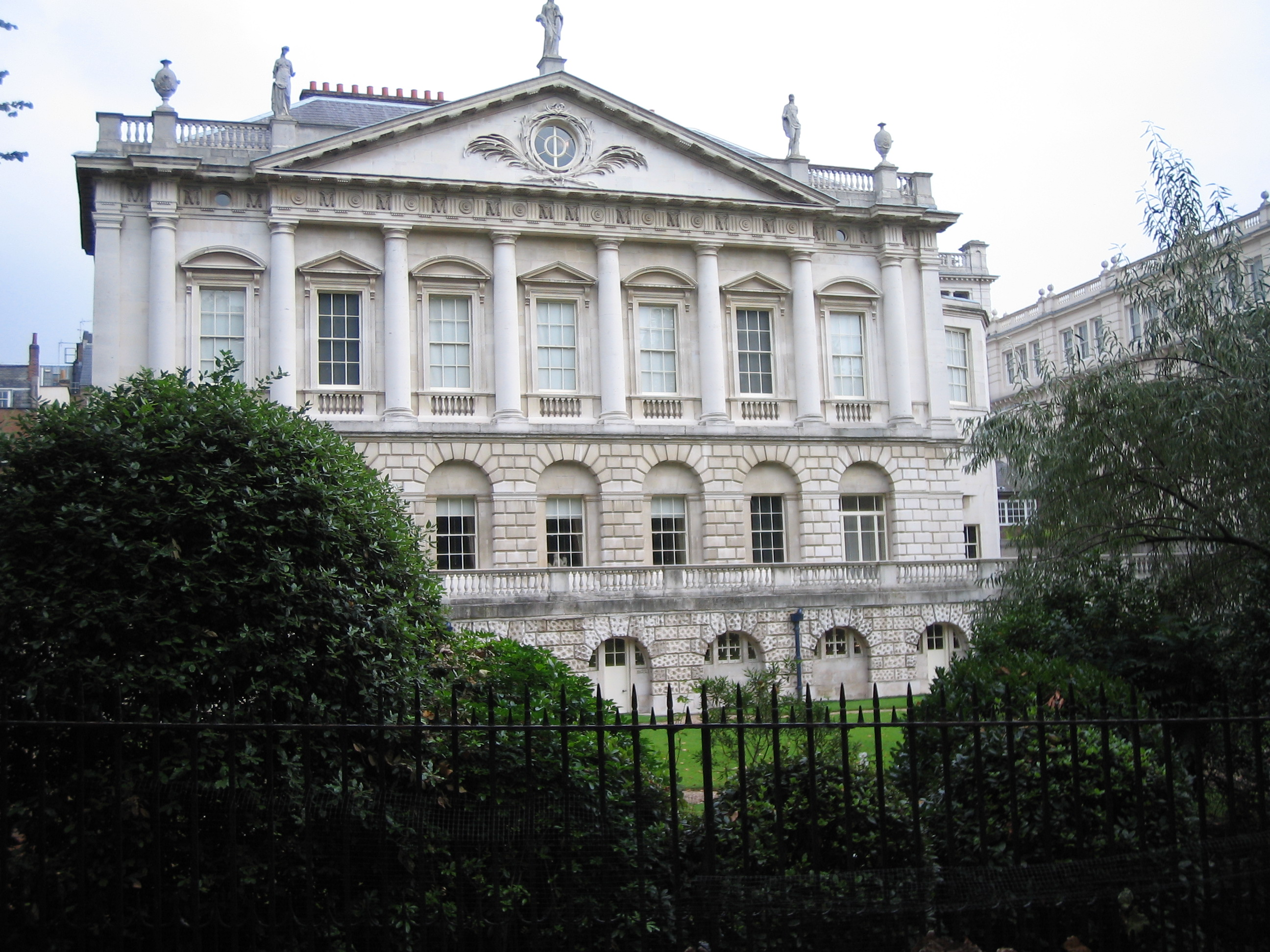
Spencer House nos dias de hoje.

Spencer House é o único palacete londrino privado do século XVIII que permaneceu intacto após as ações do tempo e os bombardeios sofridos pela cidade durante a Primeira e a Segunda Guerra Mundial. Situa-se perto do Palácio de St. James, do Palácio de Buckingham e do Palácio de Westminster.

## História
Localizada no coração de St. James, Spencer House foi construída entre 1756 a 1766 para John Spencer, 1º Conde Spencer, um ancestral da falecida Diana, Princesa de Gales, para mostrar a posição e status de sua nobre família. O arquiteto escolhido foi John Vardy, que estudou com William Kent. Vardy foi responsável pelas fachadas da mansão. 
Em 1758, o arquiteto James "Ateniense" Stuart (1713-1788), que estudou a arquitetura grega de Arcádia, substituiu Vardy e criou detalhes autenticamente gregos no interior da casa, fazendo da mansão um dos primeiros exemplos do estilo neoclássico em Londres, que viria a se espalhar pelo país.
Residência dos seguintes Condes e Condessas Spencer, o palacete recebeu muitas figuras da alta sociedade inglesa, e suas peças serviram como teatro para seus cortejos. A família Spencer viveu na mansão até o ano de 1895, quando a casa foi deixada. Eles retornaram, mas por pouco tempo, na primeira metade do século XX. Com o blitz da Segunda Guerra Mundial, muitos tesouros da mansão, como móveis, portas e inclusive lareiras, foram levados até Althorp, a propriedade de campo da família.
No fim do século XX, Spencer House foi restaurada pelo novo cuidador-locador, Jacob Rothschild, 4.º Barão Rothschild, que possui igualmente a Apsley House. Spencer House é aberta ao público para visita nos domingos, mas tours privados não podem ser feitos em janeiro e em agosto. O Barão Rothschild utiliza raramente a mansão como local de eventos para a alta sociedade. A casa ainda pertence legalmente ao Conde Spencer, mas está arrendada por tempo indeterminado e aos cuidados do Barão Rothschild. A falecida Lady Diana, Princesa de Gales, esteve muitas vezes hospedada na casa.

## Galeria

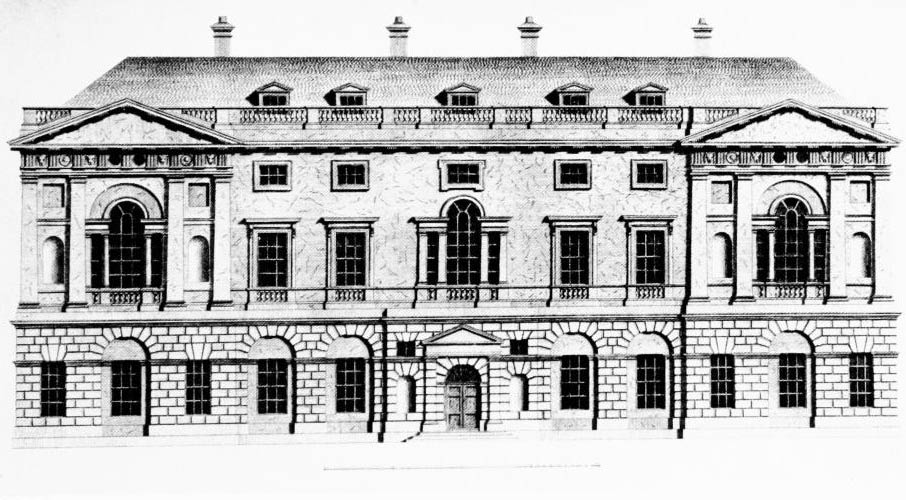
Um projeto da frente norte de Spencer House.
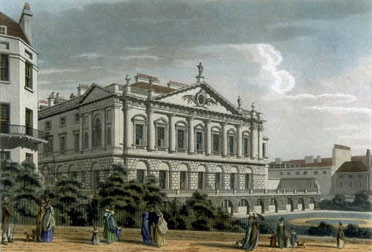
Spencer House, por Thomas Malton Junior
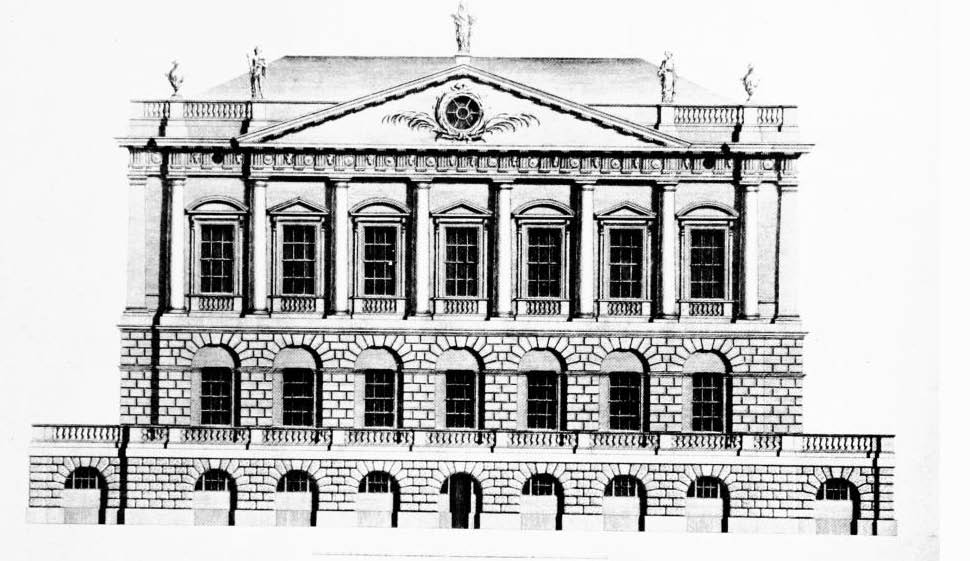
A frente oeste de Spencer House.
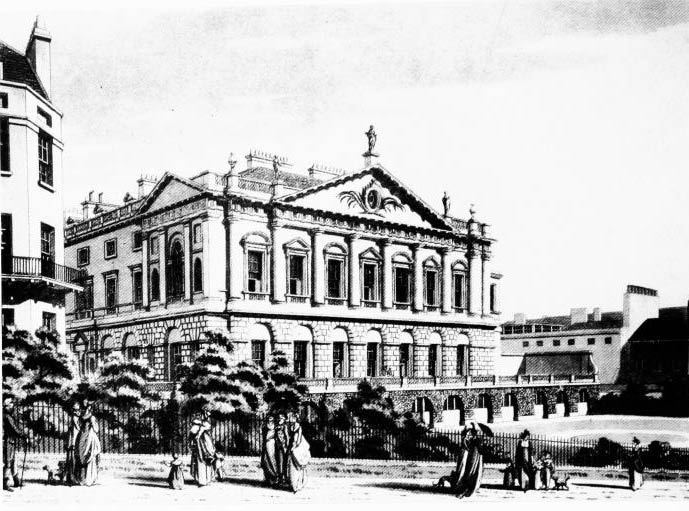
Spencer House em 1800.